# Digger (film, 2020)
Pour les articles homonymes, voir Digger.
Pour plus de détails, voir Fiche technique et Distribution.
Digger est un drame grec réalisé par Djórdjis Grigorákis, sorti en 2020.
Il a été projeté pour la première fois à la Berlinale 2020 dans la catégorie « Panorama » où il a remporté le prix indépendant du jury Confédération internationale des cinémas d'art et d'essai 2020.
Présenté dans de nombreux festivals internationaux, le film a remporté 19 prix. Nommé 14 fois pour les Prix du cinéma hellénique, il a remporté dix récompenses, dont celles de meilleur film, meilleur réalisateur et meilleure photographie.

## Synopsis
Nikítas est un père vivant dans le nord rural de la Grèce, où une compagnie minière menace les paysages et dérange son quotidien. Son fils, Johnny, vient lui rendre visite à l’improviste après vingt ans d’absence.

## Fiche technique
Sauf indication contraire, les informations mentionnées dans cette section peuvent être confirmées par la base de données cinématographiques IMDb,  présente dans la section « Liens externes ».
- Titre original : Digger
- Réalisation : Djórdjis Grigorákis
- Scénario : Djórdjis Grigorákis
- Costumes : Vasilía Rozána
- Musique : Michális Moschoútis
- Photographie : Giórgos Karvelás
- Production : Haos Film
- Production exécutive : Athiná-Rachél Tsangári
- Société de distribution : The Match Factory
- Pays de production :  Grèce
- Langue originale : grec moderne
- Format : couleur
- Genre : drame
- Durée : 101 minutes
- Dates de sortie :
  - Allemagne : 24 février 2020 (Berlinale 2020)
  - France : 21 juillet 2021

## Distribution
- Vangélis Mouríkis : Nikítas
- Argýris Pandazáras : Johnny
- Sofía Kokkáli : Mary

## Nominations et récompenses
| Year | Award                                           | Category                                        | Recipient(s) and nominee(s)                           | Result     | Ref.  |
| ---- | ----------------------------------------------- | ----------------------------------------------- | ----------------------------------------------------- | ---------- | ----- |
| 2020 | AFI Fest                                        | Meilleur film                                   | Digger                                                | Nomination | ,     |
| 2020 | Berlinale 2020                                  | CICAE - Art Cinema Award / Panorama             | Digger                                                | Lauréat    | ,     |
| 2020 | Berlinale 2020                                  | FIPRESCI Prize / Panorama                       | Digger                                                | Nomination | [ 2 ] |
| 2020 | Festival Premiers Plans d'Angers                | Meilleur film (Prix du jury européen)           | Digger                                                | Nomination | ,     |
| 2020 | Busan International Film Festival               | World Cinema                                    | Digger                                                | Nomination | ,     |
| 2020 | Edmonton International Film Festival            | Meilleur film dramatique étranger               | Digger                                                | Nomination | [ 4 ] |
| 2020 | Free Zone Film Festival                         | Balkan Horizons / Meilleur film                 | Digger                                                | Lauréat    | ,     |
| 2020 | Göteborg Film Festival                          | Meilleur film étranger (drame)                  | Digger                                                | Nomination | ,     |
| 2020 | Haifa International Film Festival               | Meilleur film étranger / Carmel Award           | Digger                                                | Nomination | ,     |
| 2020 | Hainan International Film Festival              | Meilleur film / Noix de coco d’or               | Digger                                                | Nomination | [ 4 ] |
| 2021 | Prix du cinéma hellénique                       | Meilleur réalisateur                            | Djórdjis Grigorákis                                   | Lauréat    | ,     |
| 2021 | Prix du cinéma hellénique                       | Meilleur débutant                               | Djórdjis Grigorákis                                   | Lauréat    | ,     |
| 2021 | Prix du cinéma hellénique                       | Meilleur scénario                               | Djórdjis Grigorákis                                   | Lauréat    | ,     |
| 2021 | Prix du cinéma hellénique                       | Meilleur acteur                                 | Vangélis Mouríkis                                     | Lauréat    | ,     |
| 2021 | Prix du cinéma hellénique                       | Meilleur acteur dans un second rôle             | Argýris Pandazáras                                    | Nomination | [ 4 ] |
| 2021 | Prix du cinéma hellénique                       | Meilleure actrice dans un second rôle           | Sofía Kokkáli                                         | Nomination | [ 4 ] |
| 2021 | Prix du cinéma hellénique                       | Meilleure photographie                          | Giórgos Karvelás                                      | Lauréat    | ,     |
| 2021 | Prix du cinéma hellénique                       | Meilleur montage                                | Thodoris Armaos                                       | Nomination | [ 4 ] |
| 2021 | Prix du cinéma hellénique                       | Meilleure production                            | Dafni Kalogianni                                      | Lauréat    | ,     |
| 2021 | Prix du cinéma hellénique                       | Meilleurs costumes                              | Vassilia Rozana                                       | Nomination | [ 4 ] |
| 2021 | Prix du cinéma hellénique                       | Meilleur maquillage                             | Ioanna Lygizou                                        | Lauréat    | ,     |
| 2021 | Prix du cinéma hellénique                       | Meilleurs effets spéciaux                       | Matthaios Voulgaris, Dafni Kalogianni, Arnaud Chelet  | Lauréat    | ,     |
| 2021 | Prix du cinéma hellénique                       | Meilleur film                                   | HAOS Film                                             | Lauréat    | ,     |
| 2021 | Prix du cinéma hellénique                       | Meilleur son                                    | Leandros Ntounis, François Abdelnour, Simon Apostolou | Lauréat    | ,     |
| 2021 | Los Angeles Greek Film Festival                 | Meilleur film                                   | Digger                                                | Nomination | ,     |
| 2020 | Festival international du film de Melbourne     | Meilleur film / Grand Prix                      | Digger                                                | Nomination | ,     |
| 2020 | Festival international du film de Kiev Molodist | Meilleur film / Cerf scythien                   | Digger                                                | Nomination | [ 4 ] |
| 2020 | Festival du film de Philadelphie                | Meilleure première sortie / Prix Archie         | Digger                                                | Nomination | [ 4 ] |
| 2020 | San Francisco Greek Film Festival               | Prix du meilleur film                           | Digger                                                | Nomination | ,     |
| 2020 | Festival du film de Sarajevo                    | Meilleur acteur                                 | Vangélis Mouríkis                                     | Lauréat    | ,     |
| 2020 | Festival du film de Sarajevo                    | Meilleure film / Cœur de Sarajevo               | Digger                                                | Nomination | [ 4 ] |
| 2020 | Festival international du film de São Paulo     | Meilleure fiction                               | Digger                                                | Nomination | ,     |
| 2020 | Festival international du film de Thessalonique | Compétition internationale (Audience Award)     | Digger                                                | Lauréat    | ,     |
| 2020 | Festival international du film de Thessalonique | Meilleur premier film (Greek Film Centre Award) | Digger                                                | Lauréat    | ,     |
| 2020 | Festival international du film de Thessalonique | Greek Films (J.F.Costopoulos Foundation Award)  | Digger                                                | Lauréat    | ,     |
| 2020 | Festival international du film de Thessalonique | Prix spécial du jury (Alexandre d’argent)       | Digger                                                | Lauréat    | ,     |
| 2020 | Festival international du film de Thessalonique | Best Feature Film Award (Youth Jury Award)      | Digger                                                | Lauréat    | ,     |
| 2020 | Festival international du film de Thessalonique | Compétition internationale (Alexandre d’or)     | Digger                                                | Nomination | ,     |